# Внутренняя (бухта)
Вну́тренняя — бухта на северо-востоке Охотского моря в Ямской губе в заливе Шелихова. Вдаётся в полуостров Пьягина.

## Гидроним
Бухта, как и одноимённая губа в заливе Шелихова, получила своё название из-за сильного врезания в оконечность полуострова.

## География
От залива Переволочный отделена узким проходом шириной чуть меньше километра между мысом Переволочный на севере и полуостровом Ясындя на западе. В южной части бухты расположен остров Чаечий. На юге в Ямской низменности в бухту впадают реки Кукан, Устье, Мандарка, на востоке ручей Собачий.